# 오가타역 (니가타현)
오가타역(일본어: 大形駅)은 일본 니가타현 니가타시 히가시구에 위치한 동일본 여객철도 하쿠신 선의 철도역이다. 상대식 승강장 2면 2선의 구조를 갖춘 지상역이다.

## 타는 곳
| 1 | ■ 하쿠신 선 | 하행 | 도요사카 · 시바타 방면 | 시바타 역으로부터 ■ 우에쓰 본선으로 직통          |
| 2 | ■ 하쿠신 선 | 상행 | 니가타 방면            | 일부 열차는 니가타 역으로부터 ■ 에치고선으로 직통 |

## 이용 현황
| 승차 인원 추이 | 승차 인원 추이 |
| 연도           | 1일 평균       |
| -------------- | -------------- |
| 2004           | 1,031          |
| 2005           | 1,149          |
| 2006           | 1,069          |
| 2007           | 1,086          |
| 2008           | 1,135          |
| 2009           | 1,097          |
| 2010           | 1,052          |
| 2011           | 1,077          |
| 2012           | 1,146          |
| 2013           | 1,235          |
| 2014           | 1,193          |
| 2015           | 1,252          |

## 역 주변
- 니가타 현립 대학
- 니가타 시 테니스장

## 인접 역
| 동일본 여객철도 하쿠신 선 | 동일본 여객철도 하쿠신 선 | 동일본 여객철도 하쿠신 선 |
| ------------------------- | ------------------------- | ------------------------- |
| 히가시니가타 니가타 방면  | ■ 하쿠신 선               | 니자키 시바타 방면        |